# Stadio municipale di Poljud
Lo stadio municipale di Poljud (in croato Gradski stadion Poljud) è il principale impianto calcistico e atletico della città di Spalato, in Croazia. Sorge nella zona denominata Poljud (in italiano "paludi"), nel quartiere di Spinut, ed ha una capienza di 34.198 posti.
È il terreno di casa della squadra dell'Hajduk Spalato. Dal design innovativo, fu costruito negli anni del regime socialista jugoslavo in occasione dei Giochi del Mediterraneo del 1979, ospitati proprio nella città adriatica.
Inizialmente aveva una capacità di 50 000 spettatori, capacità che è diminuita quando sono stati installati tutti i posti a sedere.
Il 4 e 5 settembre 2010 lo stadio ha ospitato la prima edizione della Coppa continentale di atletica leggera, evento organizzato dalla IAAF.
Dal 2013 ospita l'edizione europea dell'Ultra Music Festival, conosciuto meglio come Ultra Europe, manifestazione poi spostata allo Stadio parco della gioventù.